# フォード・エスコートバン
エスコートバン（Escort Van ）は、フォードが販売していたエスコートの商用バンである。

## 初代（1968年 - 1974年）
1968年、発表。西ヨーロッパ、オーストラリア、ニュージーランドの市場向けに生産された。

## 2代目（1974年 - 1980年）
1974年、発表。

## 3代目（1980年 - 1986年）
1980年、発表。新規プラットフォームを採用。イギリスとアイルランドを除く西ヨーロッパの市場では、フォード・エクスプレスの名前で販売された。

## 4代目（1986年 - 1992年）
1986年、発表。エスコートバンの4代目は事実上、ビックマイナーチェンジされた先代モデルに過ぎなかった。

## 5代目（1990年 - 1995年）
1990年、発表。ベース車に準じ新規プラットフォームが使われ丸みを帯びたデザインとなった。

## 6代目（1995年 - 2002年）
1995年、発表。エスコートバンの6代目は事実上、ビックマイナーチェンジされた先代モデルに過ぎなかった。
ベース車フォード・エスコートは2000年7月に市場から撤退したが、エスコートバンは2002年まで生産された。生産終了後はフォード・トランジット コネクトが後継車となった。